# Pedro José Ezquerro Sainz de Echávarri
Pedro José Ezquerro y Sainz de Echávarri, es su nombre y apellidos completos, aunque habitualmente firmaba como Pedro José Ezquerro y Chávarri, (Los Arcos, Navarra, 1693 - Pamplona, 1755). Fue hijo del impresor Juan José Ezquerro y de Teresa Sainz de Echávarri. A la muerte de su padre en 1727, con 34 años toma el mando del negocio de imprenta y librería, tras un breve periodo en el que la dirección la llevó su hermano menor José Miguel. Trabajó al frente de la imprenta familiar hasta su fallecimiento a los 62 años en 1755. Su esposa, María Josefa de Larumbe, tomó el relevo desde 1755 hasta su muerte en 1757, periodo en el que figuró en los pies de imprenta como "Viuda de Pedro José Ezquerro".
En los 28 años de actividad laboral imprimió 31 libros, lo que viene a suponer una media de algo más de un libro por año, la cual se sitúa por debajo de la del conjunto de impresores navarros del XVIII. Los 31 libros representan el 4,5 por ciento de la impresión total de las imprentas navarras en la citada centuria.

## Vida
Contrae matrimonio en la parroquia de San Nicolás, el 3 de agosto de 1721, con María Josefa de Larumbe, natural de Pamplona, residente en dicha parroquia, hija de Juan y Catalina de Goñi. Cuando han transcurridos dos años, la pareja formaliza el contrato matrimonial. Los padres de Pedro José declaran que “por causa de la dilatada familia con que se hallan y crecidos gastos que se les han seguido y siguen para su manutención, no se hallan en disposición de dar de contado a dicho su hijo, como lo desean, cantidad alguna en dinero”. Sin embargo exoneran al joven matrimonio de lo que han gastado con ocasión de la boda “en vestirlos y otras cosas”, lo cual pudo ascender a cien reales de a ocho. Añaden que, cuando fallezcan, sus bienes se han de repartir a partes iguales entre Pedro José “y   sus hermanos que están hoy sin tomar estudio”; mientras que las cuatro hijas quedarán al margen, ya que en su día “les señalaron y pagaron sus dotes y no han de entrar en la repartición”.
La situación económica de la familia de María Josefa de Larumbe parece satisfactoria: sus padres entregan a la firma del contrato matrimonial, como dote, cien reales de a ocho en efectivo. La esposa además aporta otros cuatrocientos reales que le ha mandado su tío José de Goñi, residente en Cádiz.
El matrimonio, entre 1722 y 1745, tiene ocho hijos, cinco varones y tres mujeres.
Viven en el barrio de San Nicolás, en cuya parroquia bautizan a todos los hijos. En 1731 arrienda una casa en la calle Pozoblanco, propiedad de la parroquia, donde se instala con su numerosa familia, y en la planta baja abre la imprenta. El contrato se firma por tres años, con una renta de 17 ducados anuales.  En las inmediaciones se encuentra la plaza del Consejo Real de Navarra, donde se encontraban los tribunales reales, que, como impresor oficial, le proporcionaban buena parte del trabajo cotidiano.

## Taller

### Personal empleado

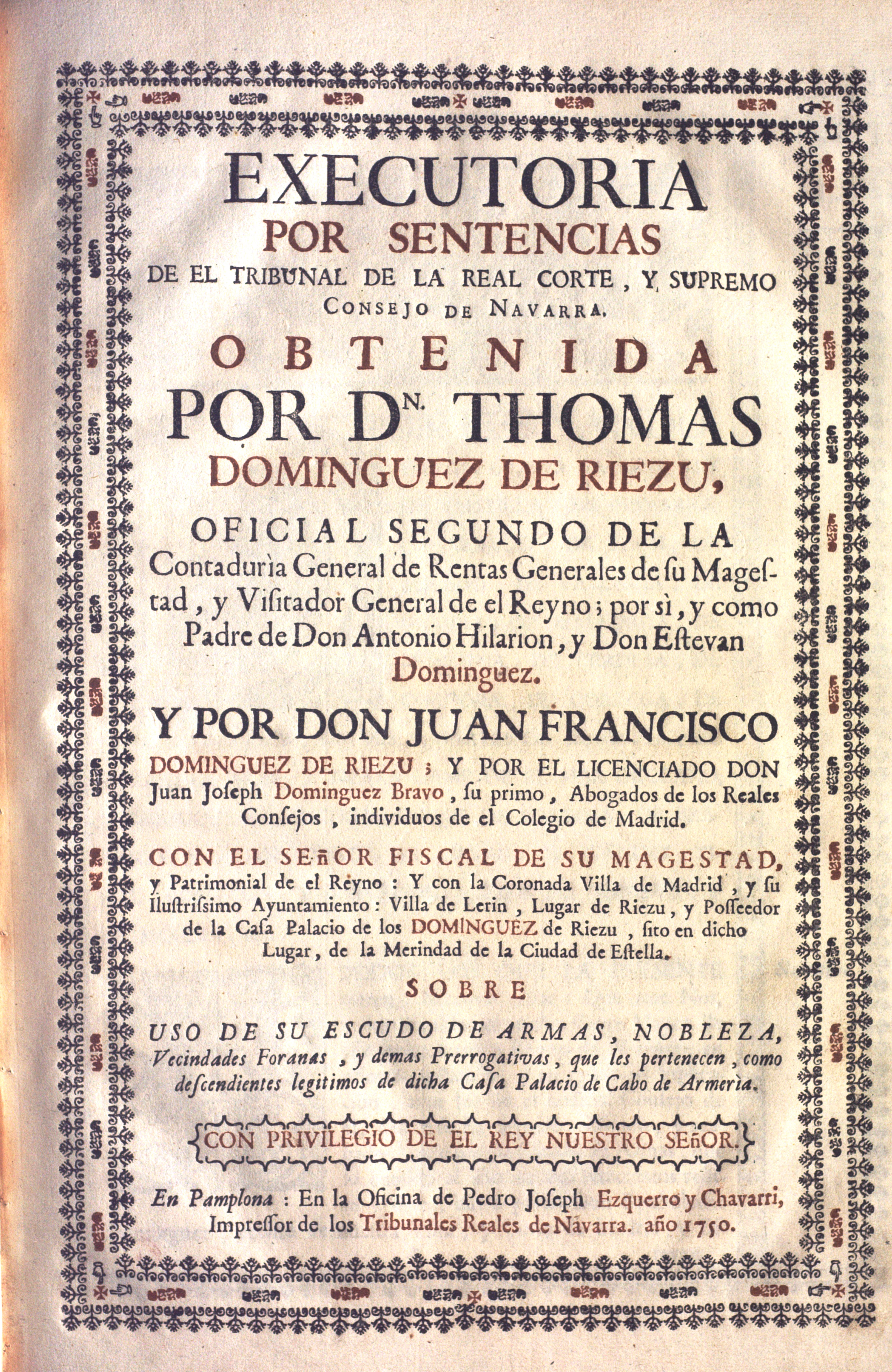
Ejecutoria de hidalguía impresa por Pedro José Ezquerro, "Impressor de los Tribunales Reales de Navarra", en 1750

No se tienen noticias sobre la formación de Pedro José Ezquerro, aunque cabe suponer que aprendió el oficio de su padre, al igual que su hermano José Miguel, 10 años más joven. En el taller familiar comenzarían los dos hermanos a trabajar en la adolescencia y allí permanecerían bajo la tutela paterna. A la muerte de Juan José Ezquerro, Pedro José, que era el hijo mayor, tomó posesión del negocio de imprenta y librería. Aquí también continuó trabajando su hermano José Miguel, aunque parece que por poco tiempo, pues murió en 1730.
Por estas mismas fechas, en 1727, Pedro José toma a su cargo como aprendiz a Andrés de Rada, natural de Sesma. El contrato se hace por siete años y en este tiempo el joven recibirá habitación, alimento, ropa blanca, vestido y calzado. Concluido el aprendizaje, se le entregará un vestido completo, como se acostumbra en este oficio. En caso de fuga o ausencia, su hermana, Manuela de Rada, saldrá fiadora de los gastos de la búsqueda y de la alimentación recibida.
Cuenta con la colaboración del impresor francés, afincado en Pamplona, Francisco Paisa. Pero esta relación pronto se deteriora y acaba en 1728 en los tribunales con la reclamación de Paisa por salarios atrasados.  
Al año siguiente refuerza la plantilla de la imprenta con la contratación de dos oficiales: Manuel de Tejada, de Pamplona, y de José Gil, de Sangüesa. El contrato se firma por año y medio, a contar desde el 18 de junio de 1729, y en este tiempo trabajarán en exclusiva para su patrón. Manuel de Tejada debe de poseer mayor cualificación ya que tiene un salario mensual de 40 reales, mientras que José Gil cobra 32. Además serán por cuenta del patrón el “gasto y costa”. 
Con el paso de los años, prescindió de sus empleados al incluir a sus hijos y familiares en el taller. De esta manera, hacia 1735, cuando tenía 12 años, comenzó a trabajar como aprendiz Vicente de Larumbe, quien al cabo de los años sería cuñado de Ezquerro. Cabe suponer que pocos años más adelante se iniciaría en el oficio José Miguel, el hijo del patrón, del que se sabe que en 1749 trabaja en la imprenta junto con su hermano menor Antonio Fermín, que entonces contaría 21 años.

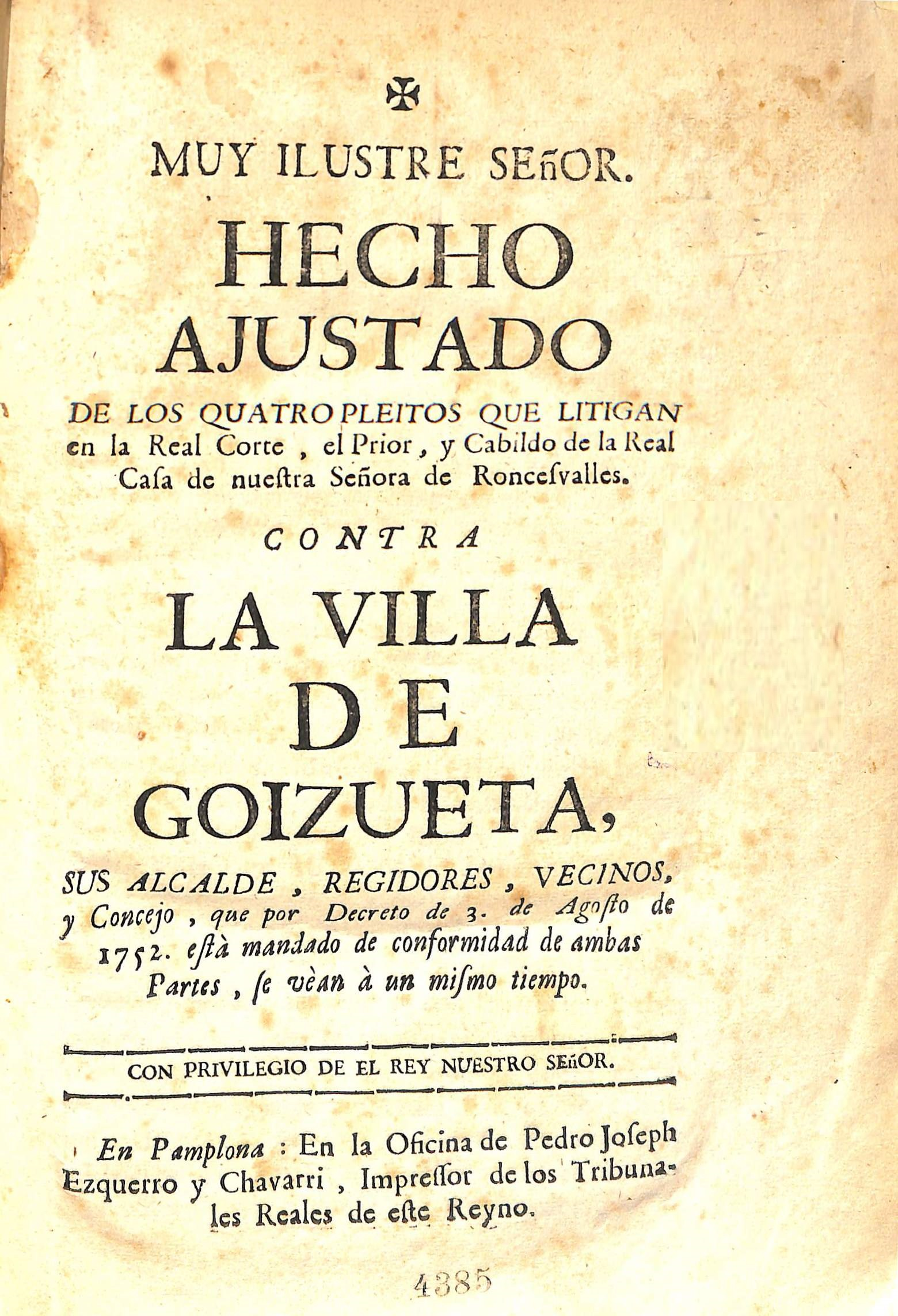
Pleito entre el cabildo de Roncesvalles y la villa de Goizueta (1753)

Un oficial impresor de confianza, que lleva la responsabilidad directa del taller de impresión, es Juan Camín. Había nacido en Zaragoza hacia 1689, donde comenzó a trabajar y más adelante se instaló en Pamplona. En 1740 ya figura en el taller de Pedro José Ezquerro como regente de la imprenta y se sabe que continuaba al servicio de este en 1749, cuando declaró que tenía 60 años, de los cuales llevaba 30 como impresor.
El oficial impresor José Botaya debió de prestar sus servicios en el taller de Ezquerro, ya que en 1749 que interviene como testigo en un documento notarial de este.

### Actividad impresora
El acceso de Pedro José a la dirección de la imprenta no cambia el régimen de encargos que había mantenido su padre. Así, a poco de situarse al frente del taller, en 1727, realiza para el Ayuntamiento de Pamplona un trabajo menor, “la impresión de los breves de Roma sobre el Voto de Comedias”, por 120 reales, y cuatro años después imprime el Privilegio de la Unión, del que tira 395 ejemplares por los que cobra 700 reales.
En cuanto a encargos de la Diputación, en 1729 compite con Alfonso Burguete por la impresión de la Novísima Recopilación de leyes del Reino de Navarra elaborada por Joaquín Elizondo. Para una tirada de 1000 ejemplares ofrece 29 reales por pliego, en tanto que Burguete propone 30. Sin embargo, la Diputación, con el fin de conseguir un precio más favorable, pide presupuestos a Francisco Picart y a José Joaquín Martínez. Al final el encargo recae en este último, que baja el precio del pliego impreso hasta 16 reales con el compromiso de acabar en año y medio.
El 21 de abril de 1744 recibe el encargo de imprimir el Cuaderno de las Cortes de Tudela. Hará una tirada de 500 ejemplares en la letra elegida, una vez vistos “varios modelos y muestras de letras”, al precio de ocho reales el pliego, siendo el papel por cuenta de la Diputación. El precio es el mismo que se había establecido 15 años antes para la Recopilación de Elizondo, lo que muestra la estabilidad de los precios. Se encargará también de la encuadernación de la tirada, que se repartirá en 460 ejemplares en rústica —en papel—, cosidos “a punzón con tres puntadas”, al precio de 12 maravedís el tomo, mientras que 40 irían a la romana —en pergamino con cartón—, cosidos en telar, a 24 maravedís, el doble de precio que en rústica.

## Impresor oficial
Pedro José Ezquerro continúa en posesión del monopolio que había disfrutado su padre sobre la impresión de papeles judiciales del Consejo Real de Navarra. Esta actividad, a pesar de contar con unas tarifas bajas, sin duda supondría una fuente constante de trabajo para el taller. Esta circunstancia suscitaba la animadversión de otros impresores, deseosos de entrar en este mercado.
Convencida de su nulo provecho, la Diputación del Reino de Navarra había suprimido el cargo de impresor del reino en 1724, cuando lo ejercía Juan José Ezquerro, el padre de Pedro José. Este, posiblemente alentado por la confirmación en el cargo de impresor del Consejo acaecida en 1744, el 5 de diciembre de 1745 se anima a pedir a la Diputación el título de impresor del Reino, aunque, en contra de lo sucedido hasta el presente, no reclama un salario. La Diputación rechaza la propuesta, por considerar que este oficio carece de interés.

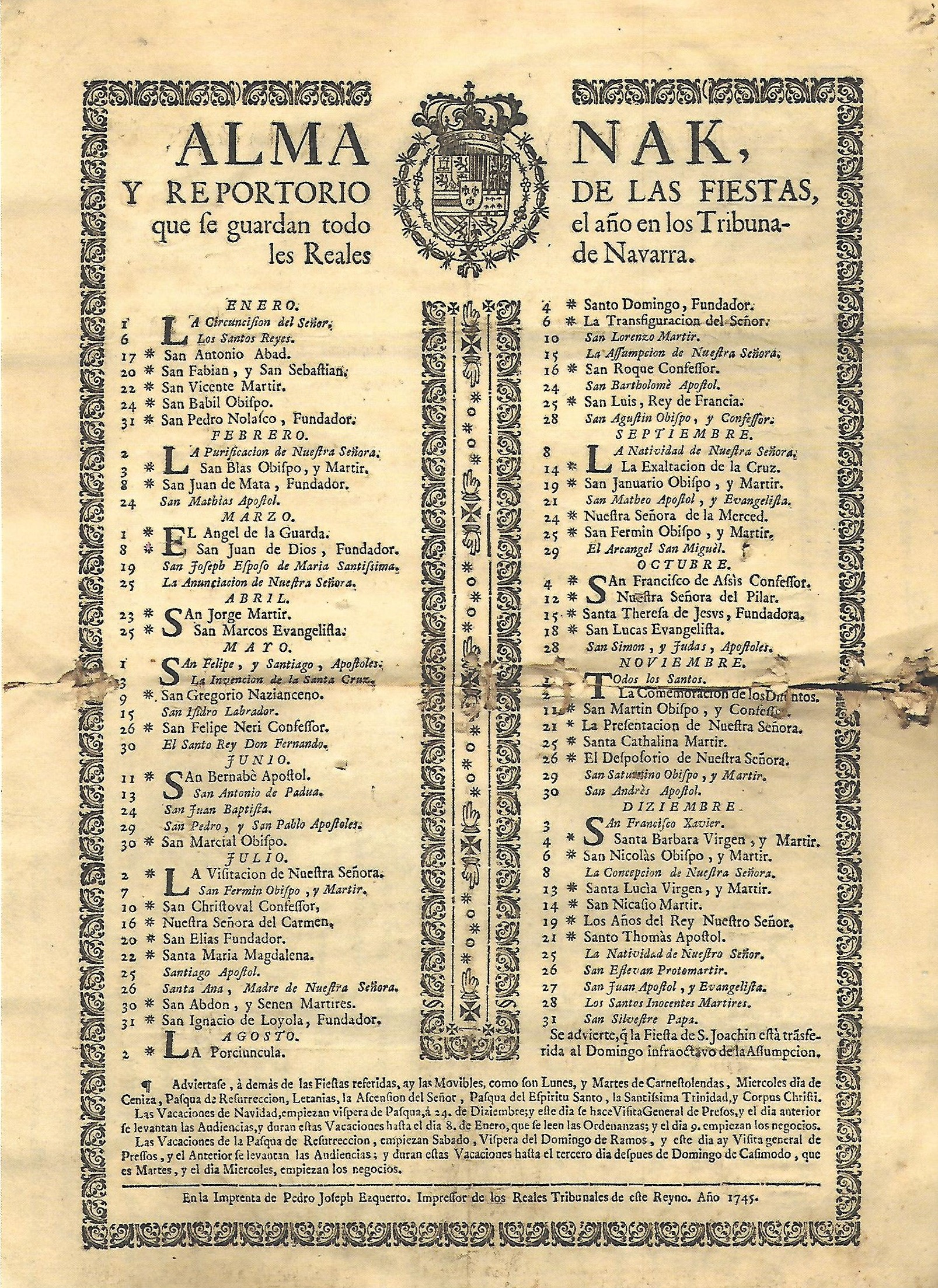
"Almanak", editado por Pedro José Ezquerro en 1745

Puede que, fortalecido por el apoyo del Consejo Real, las pretensiones de Pedro José Ezquerro van más lejos al solicitar en la Cámara de Castilla el título de “Impresor Honorario de Su Majestad, con destino en el Reino de Navarra”. Se trata de un título que no tenía precedentes entre los impresores navarros. Por la Real Orden de la Cámara, dada en Madrid el 26 de mayo de 1747, se pide al Consejo de Navarra un dictamen sobre la pretensión de Ezquerro. Parece que no prosperó, dado que no se tiene noticia de que utilizara este título.

### La edición del "Almanak"
Los impresores navarros habían venido editando, sin cortapisas, almanaques y pronósticos en los que, entre otras noticias, se daba cuenta de las festividades y las fechas más señaladas del año judicial. Apoyado en la diversidad y con frecuencia carácter contradictorio de la información facilitada por las distintas ediciones, Pedro José Ezquerro, con olfato comercial y respaldado por su condición de impresor oficial del Consejo Real, solicita en 1744  licencia para publicar este anuario en exclusiva para Navarra. De esta manera, en su interesada opinión, se garantizaría el rigor de la información y se acabaría con la confusión de ediciones padecida hasta ese momento. El Consejo Real accedió a la petición de Ezquerro con el deseo de que en lo sucesivo el Almanaque ofreciera una información contrastada y única.
La reacción de los impresores pamploneses es unánime, pues, perjudicados en su negocio, ya que en lo sucesivo tendrán que dejar de vender sus anuarios, se oponen al monopolio y piden que se restablezca la libertad de impresión para esta publicación periódica. El Consejo deniega esta pretensión y confirma el privilegio concedido a su impresor, Pedro José Ezquerro.
También se opone a este nuevo monopolio Antonio Sanz, editor del Pronóstico para el Reino de Castilla, que ve cómo ha quedado fuera de su ámbito comercial el Reino de Navarra. El conflicto entre Castilla y Navarra por la edición del Pronóstico pone en tela de juicio las facultades del Consejo Real de Navarra para dar licencias de impresión al margen de las del Consejo de Castilla, un asunto conflictivo desde el punto de vista político, al menos hasta 1783, cuando se regula el comercio exterior de libro en Navarra.
De una u otra forma, Ezquerro edita su Almanaque para 1745 y el Consejo nuevamente apoya la edición ya que ordena  a los alcaldes y regidores que únicamente permitan la venta del editado por Ezquerro, el oficial del Reino.

### Pleitos
A tenor de lo dispuesto por el Consejo Real el 5 de junio de 1731, parece ser que Pedro José Ezquerro imprime por su cuenta, de forma fraudulenta “libros de Doctrina Cristiana y forma de hacer la confesión general”, publicación sobre la que tiene privilegio exclusivo el Hospital General. Ello motiva la intervención del Consejo, que requisa los pliegos y los entrega al Hospital para que concluya la tirada —solo faltan de imprimir tres— y la venda por su cuenta.
Más adelante, en 1749, se ve involucrado, aunque de manera indirecta, en una denuncia por venta ilegal de gramáticas latinas escolares, impresas en Valladolid en el taller de la viuda de José Rueda.
Ezquerro, que había editado hacia 1740 la Vida Cristiana, de Jerónimo Dutari con privilegio para 10 años, denuncia a Miguel Antonio Domech, en 1747, por vender sin licencia esta obra dentro y fuera de Navarra, pues tiene constancia de que la ha enviado a Barcelona.

## Producción de libros
La actividad de Pedro José Ezquerro como impresor de libros va desde 1727, cuando toma el mando del taller de su padre, Juan José, fallecido en ese mismo año, hasta su muerte en 1755. Son en total 28 años a lo largo de los cuales imprime 31 títulos y en los que mantiene la estabilidad del negocio fundado por su padre.
| Producción de libros de la imprenta de Pedro José Ezquerro (1727-1753) |
| ---------------------------------------------------------------------- |
|                                                                        |

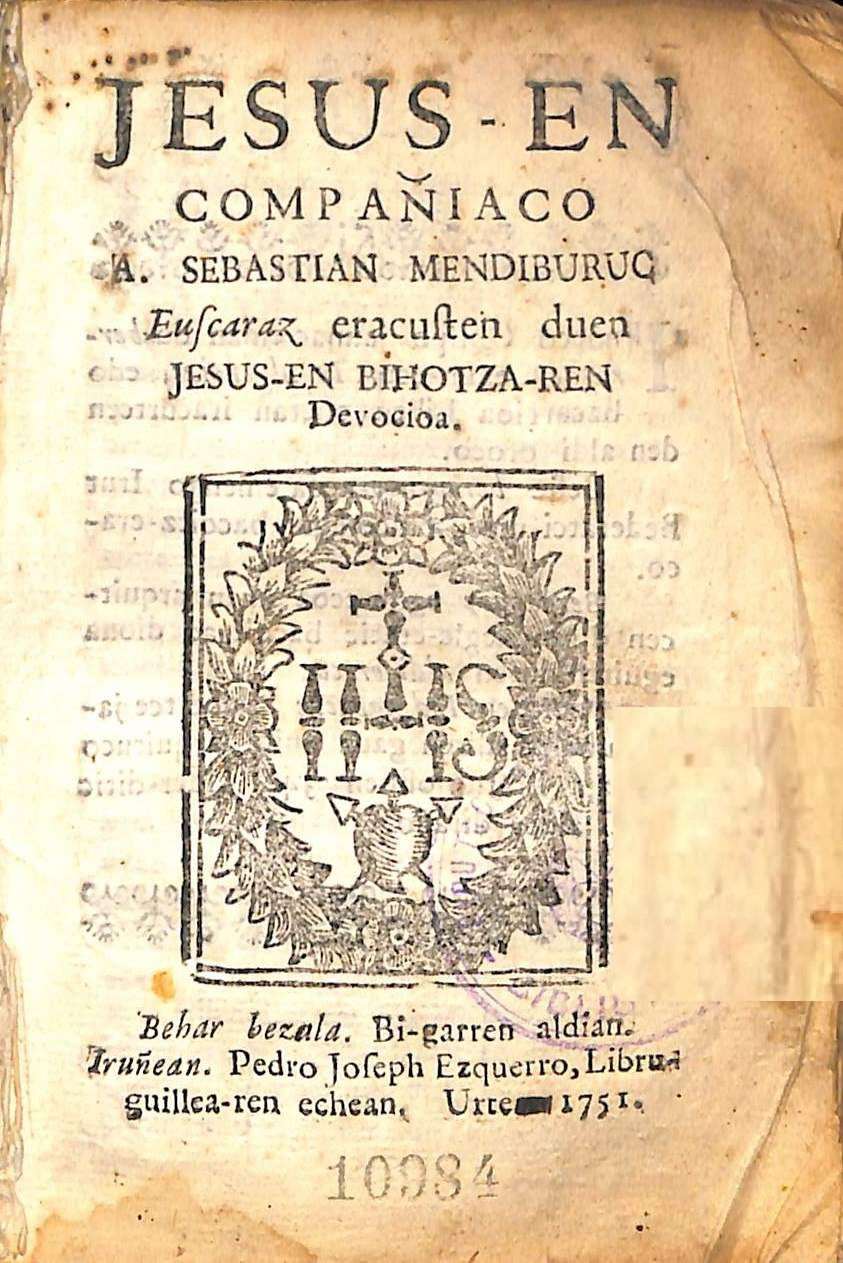
Libro de piedad en euskera del jesuita Sebastián Mendiburu (1751)

El ritmo de impresión de libros es discontinuo, hasta el punto de que en una tercera parte de los 27 años de actividad no se registra este tipo de impresiones. Los momentos de mayor trabajo aparecen dispersos: en 1731, 1735, 1741 y 1744 imprime hasta tres títulos. Finalmente, cabe apuntar que al término de su trayectoria profesional la actividad adquiere un ritmo más regular, ya que en los cuatro años comprendidos entre 1750 y 1753 trabaja sin interrupciones e imprime seis libros.
Dominan con claridad las primeras ediciones, lo que le diferencia de buena parte de sus compañeros de oficio en Pamplona, habituados a la repetición de títulos. Entre las obras ya editadas con anterioridad figuran el conocido Prontuario de Teología Moral, de Francisco de Larraga, que en la capital navarra ya se había publicado en tres ocasiones, o  el Septenario angélico, del carmelita José de Urtesavel, obra que Pedro José Ezquerro saca a la luz en 1738 y 1741.
En cuanto a la distribución temática, llama la atención el número de títulos del apartado de Historia, con 12 registros, dos más que los correspondientes a temas religiosos, preponderantes en la producción de esta época. La explicación estriba fundamentalmente en las buenas relaciones que el taller de Ezquerro mantiene con las instituciones del Reino, a las que su padre había servido como impresor oficial, y que ahora, a pesar de haber sido suprimidos los cargos de impresor de la Diputación y del Regimiento de Pamplona, todavía siguen remitiéndole trabajos. Así, de los 12 títulos de asunto histórico, la mitad corresponde a sermones fúnebres sobre personajes reales o, lo que es lo mismo, a ediciones oficiales. El apartado de Derecho ofrece cinco publicaciones: una del Ayuntamiento de Pamplona —El Privilegio de la Unión—; del Reino, dos Cuadernos de Leyes; una obra de Derecho Procesal, y la quinta está relacionada con el Derecho Canónico. Los tres títulos que componen el apartado de Literatura se refieren a un diccionario de latín eclesiástico, al libro de retórica eclesiástica de fray Luis de Granada y a la Vida de Torres de Villarroel. El único título correspondiente al apartado de Ciencias, que podría clasificarse dentro de la economía política, se refiere al manifiesto de Pedro Bedoya que reivindica la libertad de comercio entre Filipinas y México.
Destaca la abrumadora mayoría del castellano, con 27 títulos sobre un total de 31, lo que se explicaría por la ya señalada importancia de los libros relacionados con la temática histórica, en los que se emplea la lengua de uso común, y porque en los de religión se utiliza sistemáticamente el castellano. El latín, en consecuencia, queda reducido a tres títulos, los ya citados diccionarios de latín y tratado de retórica, a los que se ha de añadir una edición de las constituciones de los canónigos de San Agustín. Por último el único en vascuence, como es habitual en este tipo ediciones, se refiere a una obra de piedad popular firmada por el jesuita Sebastián Mendiburu.

## Galería de imágenes

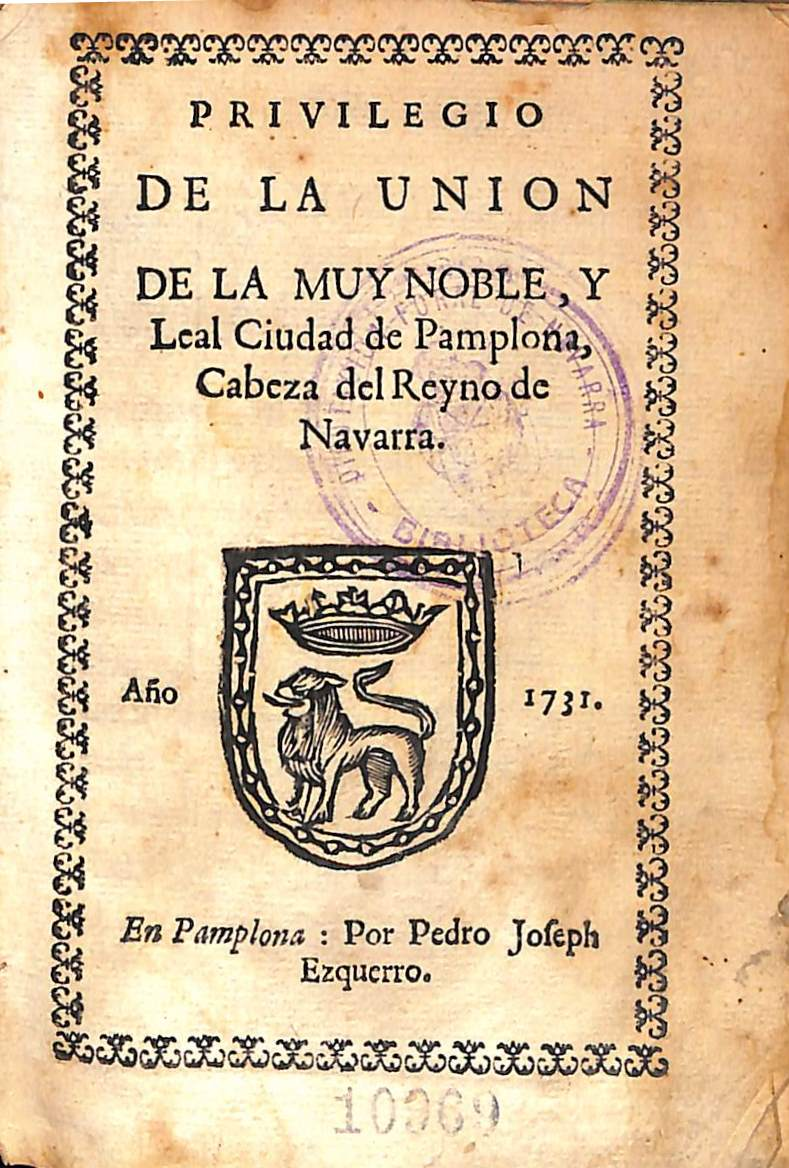
Privilegio de la Unión de la ciudad de Pamplona, "cabeza del Reyno de Navarra" (1731)
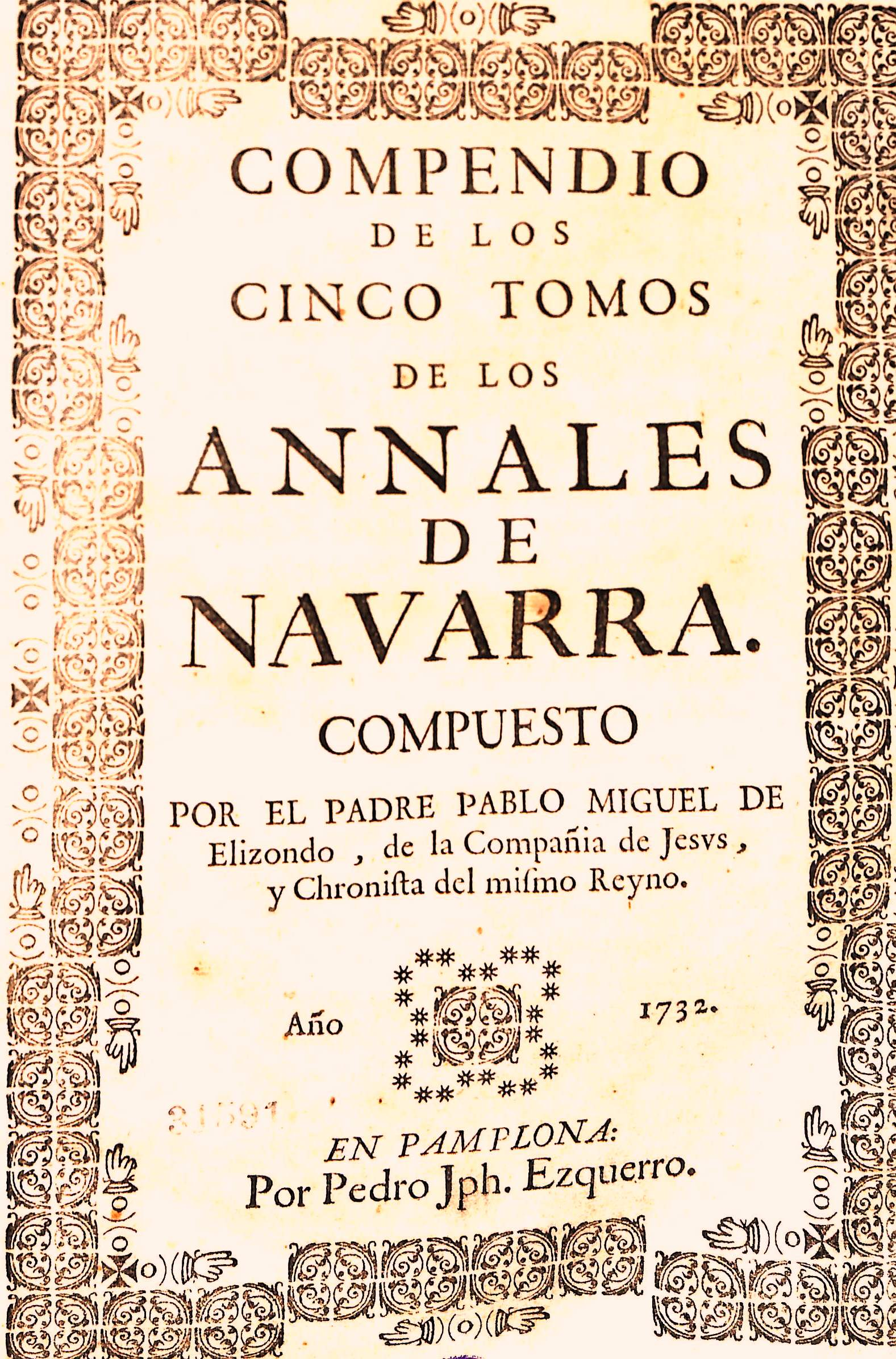
Compendio de los Anales de Navarra redactado por el jesuita P.M. de Elizondo (1732)
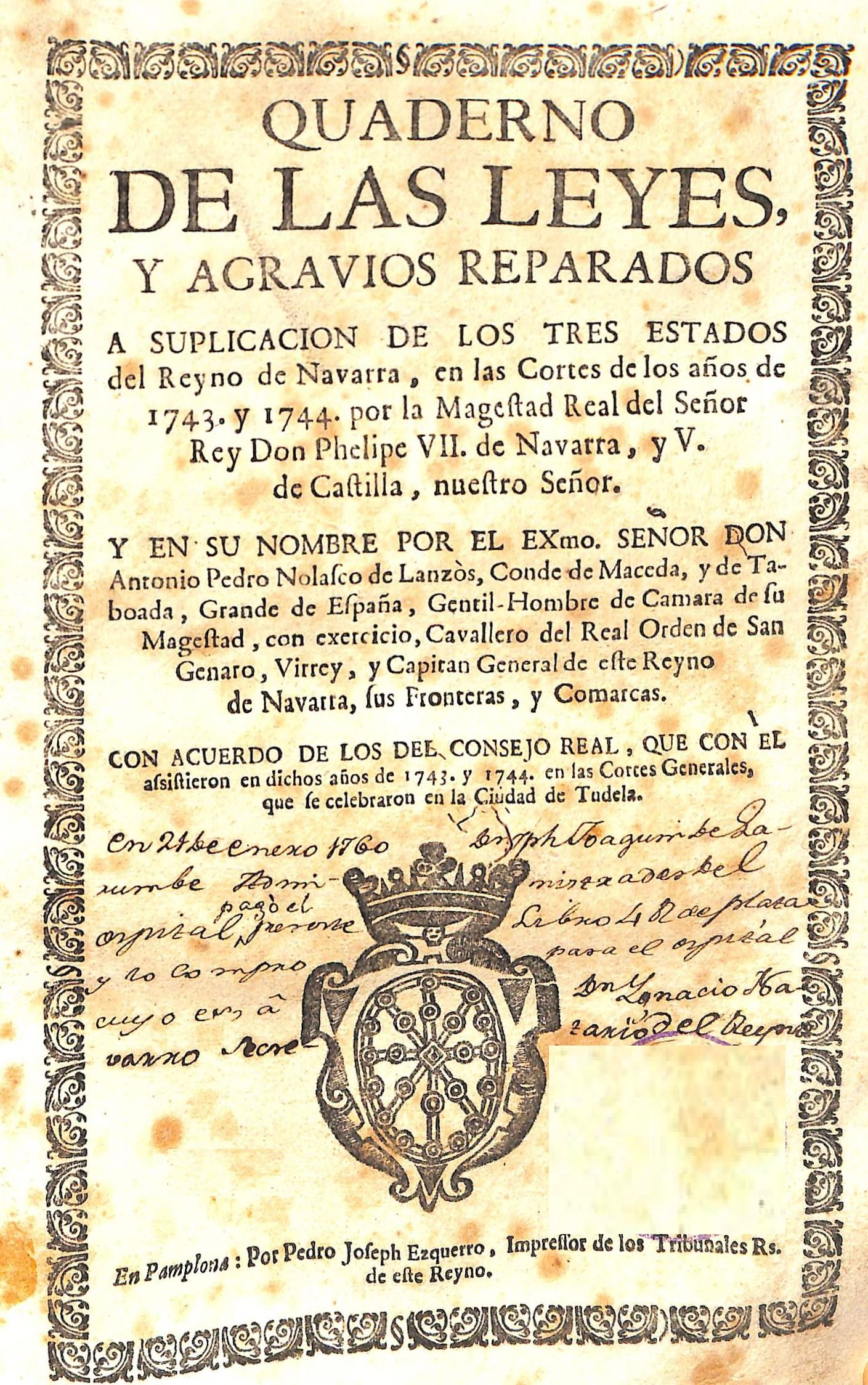
Quaderno de las leyes aprobadas por las Cortes de Navarra en 1744
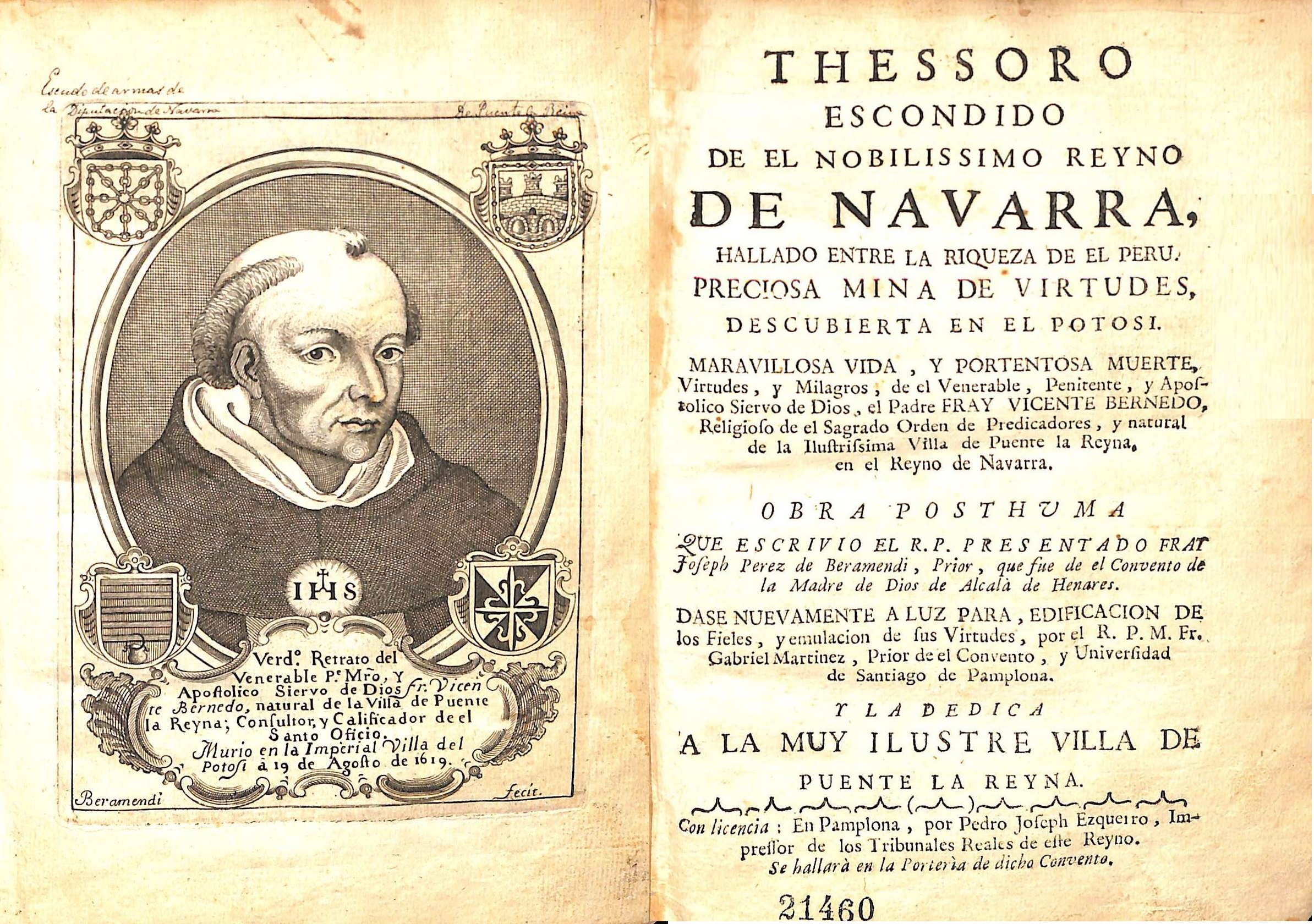
Biografía del dominico Vicente de Bernedo, natural de Puente la Reina (1750)
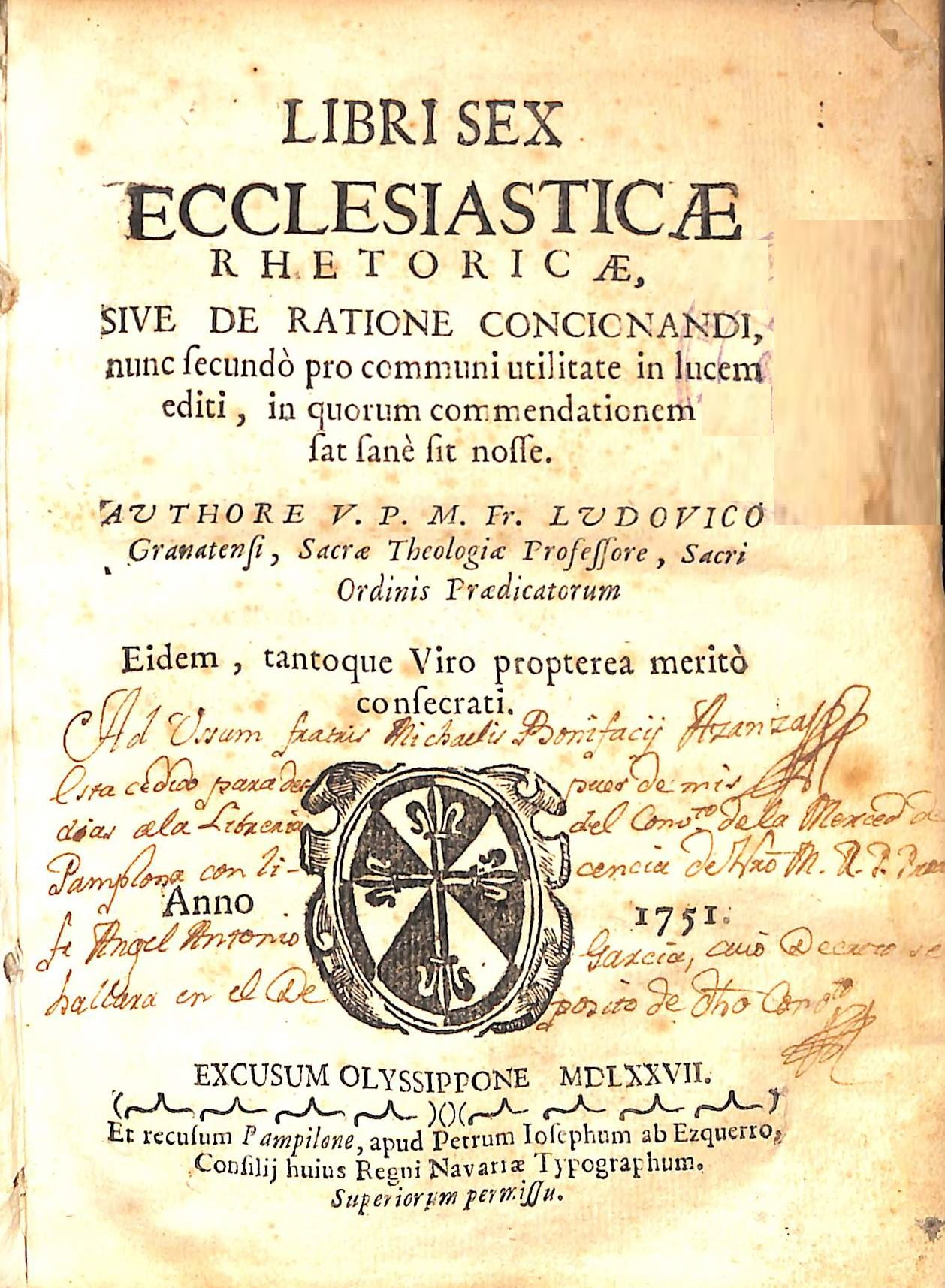
Tratado de retórica eclesiástica de fray Luis de Granada, editado en Lisboa en 1577 e impreso por Pedro José Ezquerro en 1751
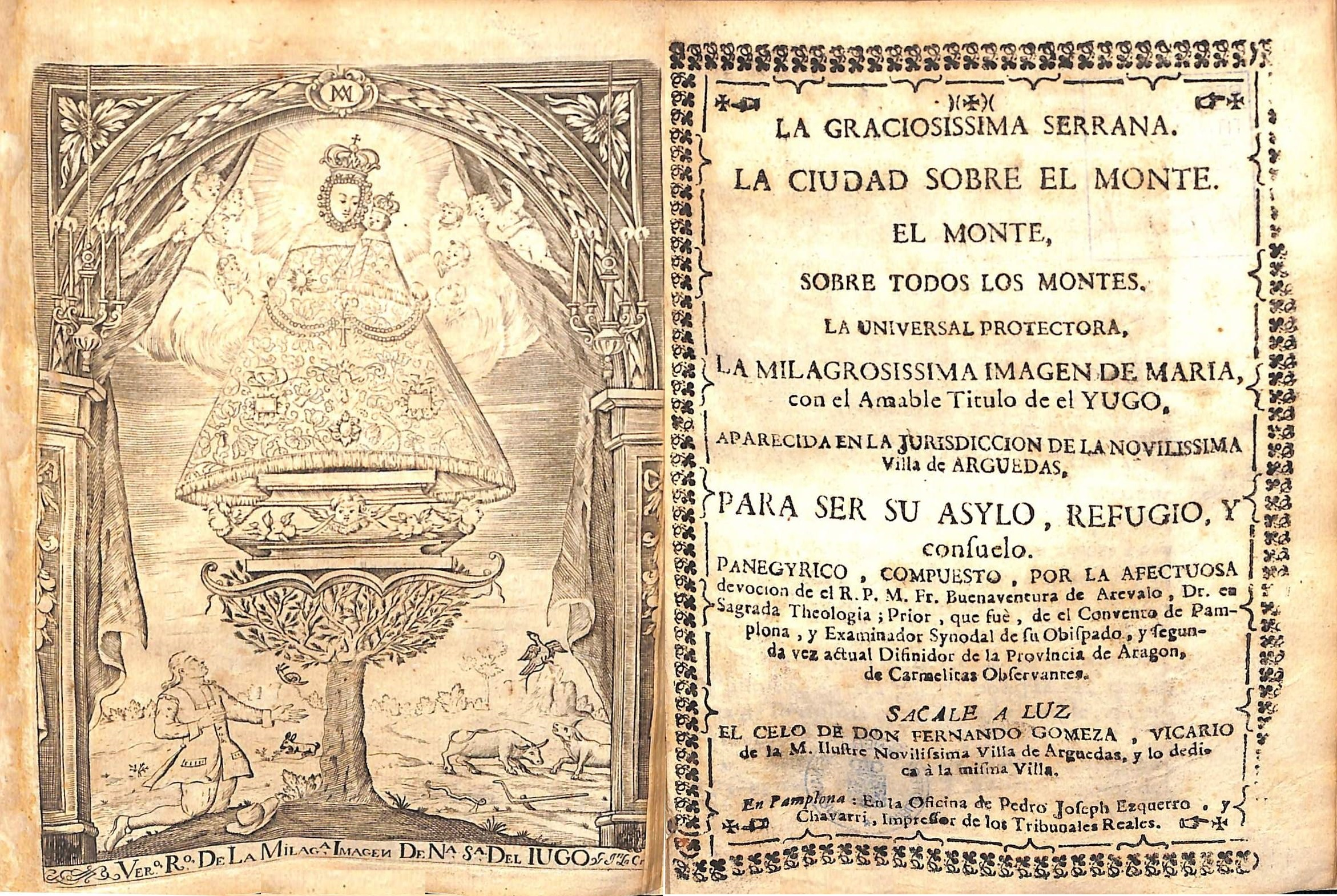
Panegírico a la Virgen del Yugo, venerada en Arguedas, editado por el vicario de esa localidad en 1754